# Un sogno realizzato
Un sogno realizzato (Tsatsiki, morsan och polisen) è un film drammatico del 1999 diretto da Ella Lemhagen.

## Trama
Tobias è un bambino che studia alle elementari e vive con la madre, cantante di una rock-band, a Stoccolma. Compagna di un membro del gruppo, violento e poco affidabile, si avvicina a un altro uomo, un poliziotto più anziano che le dà sicurezza. Tobias, non accettando il nuovo rapporto della madre, desidera intensamente di andare a vivere con il padre in Grecia.

## Riconoscimenti
Festival internazionale del cinema di Berlino - 2000
Orso di cristallo
Guldbagge - 2000
Miglior film
Miglior regista a Ella Lemhagen
Migliore sceneggiatura a Ulf Stark
Migliore fotografia a Anders Bohman